# José María de la Puente
José María de la Puente Quiñones (Trujillo, 1850-Lima, 12 de septiembre de 1912) fue un político peruano. Durante el gobierno constitucional de Nicolás de Piérola fue prefecto de La Libertad y ministro de Gobierno (1896; 1897-1899).

## Biografía
Perteneciente a una importante familia afincada en Trujillo (norte del Perú), sus padres fueron José María de la Puente y Luna-Victoria y Rosario de Quiñones y Quevedo.
En 1876, contrajo matrimonio en Trujillo con Ana María Ganoza y Cavero, nieta de los marqueses de Bellavista. Fue padre de José Félix de la Puente Ganoza (1882-1959), escritor y periodista; y Ricardo de la Puente y Ganoza (1897-1952), abogado y político.
Durante el gobierno constitucional de Nicolás de Piérola (1895-1899), figuró entre los principales colaboradores del régimen, como miembro del Partido Demócrata. Fue nombrado prefecto del departamento de La Libertad.
El 8 de agosto de 1896, al conformarse el gabinete presidido por Manuel Pablo Olaechea fue nombrado ministro de Gobierno. Pero al no hallarse entonces en Lima, no llegó a asumir sus funciones; finalmente, el 19 de agosto renunció por motivos de salud.
Al conformarse un nuevo gabinete, esta vez presidido por Enrique de la Riva Agüero Riglos, De la Puente fue nuevamente nombrado ministro de Gobierno, el 23 de diciembre de 1897. Renunció el 13 de mayo de 1898, debido a enfrentamientos y discrepancias surgidos entre los ministros. Sin embargo, al reestructurarse el gabinete (cuya presidencia se confió a José Jorge Loayza), De la Puente se mantuvo al frente del portafolio de Gobierno, hasta el fin de la administración Piérola. Le tocó enfrentar la agitación subversiva desatada en 1899, con focos de rebelión aislados en el norte, centro y oriente del país.
Fue elegido senador por el departamento de La Libertad entre 1901 y 1908.
En 1907, al reorganizarse el Partido Demócrata, integró su comité directivo.
Falleció en Lima en 1912 por una arteriosclerosis.